# Tony Hawk's Skateboarding
Tony Hawk's Skateboarding, noto come Tony Hawk's Pro Skater fuori dall'Europa, è il primo gioco della fortunata serie di videogiochi di skateboard sponsorizzata dallo skater Tony Hawk, uscito nel 1999.

## Modalità di gioco
Il gioco può essere completato più volte controllando diversi skater, corrispondenti ad atleti realmente esistenti, raggiungendo 5 obiettivi (detti "tape") per pista e prendendo 3 medaglie. Proseguendo nel gioco si rendono disponibili le tavole degli skater e nuovi personaggi.

## Personaggi
- Tony Hawk
- Bob Burnquist
- Geoff Rowley
- Bucky Lasek
- Chad Muska
- Kareem Campbell
- Andrew Reynolds
- Rune Glifberg
- Jamie Thomas
- Elissa Steamer
- Officer Dick
- Private Carrera

Officer Dick e Private Carrera sono personaggi inventati, che diventano giocabili quando si finisce il gioco per la prima volta. Ogni volta che si finisce il gioco in modo completo con un personaggio si sblocca il suo relativo video e le sue tavole, che variano da personaggio a personaggio (Per citarne qualcuna Birdhouse, Firm, Flip, Shorty's, Zero...)

## Piste
Le piste sono:
- Warehouse - Woodland Hills
- School - Miami
- Mall - New York
- Skate Park - Chicago
- Downtown - Minneapolis
- Downhill Jam - Phoenix
- Burnsie - Portland
- Streets - San Francisco
- Roswell - Nuovo Messico